# Bouzancourt
Bouzancourt település Franciaországban, Haute-Marne megyében. Lakosainak száma 71 fő (2022. január 1.). Bouzancourt Guindrecourt-sur-Blaise, Leschères-sur-le-Blaiseron, Ambonville, Beurville, Charmes-en-l’Angle, Cirey-sur-Blaise és Daillancourt községekkel határos.

## Népesség
A település népességének változása:
| Lakosok száma | 100  | 55   | 69   | 61   | 74   | 69   | 65   | 65   | 65   | 71   |
|               | 1968 | 1982 | 1990 | 2006 | 2013 | 2015 | 2017 | 2019 | 2020 | 2022 |